# Блестяща манукодия
Блестящата манукодия (Manucodia ater) е вид птица от семейство Райски птици (Paradisaeidae).

## Разпространение и местообитание
Разпространен е в Индонезия и Папуа Нова Гвинея.